# Сіннемінсон Тауншип (Нью-Джерсі)
Сіннемінсон Тауншип (англ. Cinnaminson Township) — селище (англ. township) в США, в окрузі Берлінгтон штату Нью-Джерсі. Населення — 17 064 особи (2020).

## Демографія
Згідно з переписом 2010 року, у селищі мешкало 15 569 осіб у 5535 домогосподарствах у складі 4352 родин. Було 5758 помешкань
Расовий склад населення:
| - 89,5 % — білих - 5,5 % — чорних або афроамериканців - 2,4 % — азіатів - 0,1 % — корінних американців - 1,0 % — осіб інших рас |

До двох чи більше рас належало 1,6 %. Частка іспаномовних становила 3,1 % від усіх жителів.
За віковим діапазоном населення розподілялося таким чином: 22,2 % — особи молодші 18 років, 59,6 % — особи у віці 18—64 років, 18,2 % — особи у віці 65 років та старші. Медіана віку мешканця становила 44,5 року. На 100 осіб жіночої статі у селищі припадало 96,7 чоловіків;  на 100 жінок у віці від 18 років та старших — 94,2 чоловіків також старших 18 років.
Середній дохід на одне домашнє господарство  становив 109 616 доларів США (медіана — 90 286), а середній дохід на одну сім'ю — 120 645 доларів (медіана — 106 438). Медіана доходів становила 66 016 доларів для чоловіків та 55 822 долари для жінок. За межею бідності перебувало 5,3 % осіб, у тому числі 8,1 % дітей у віці до 18 років та 6,5 % осіб у віці 65 років та старших.
Цивільне працевлаштоване населення становило 8646 осіб. Основні галузі зайнятості: освіта, охорона здоров'я та соціальна допомога — 27,1 %, науковці, спеціалісти, менеджери — 11,0 %, роздрібна торгівля — 10,4 %.